# Konwalijka dwulistna
Konwalijka dwulistna, majownik (Maianthemum bifolium) – gatunek byliny z rodziny szparagowatych (Asparagaceae). Roślina występuje w strefie umiarkowanej w Europie i Azji; od Hiszpanii i Wielkiej Brytanii po Japonię i Kamczatkę. Rośnie pospolicie w całej Polsce.

## Morfologia

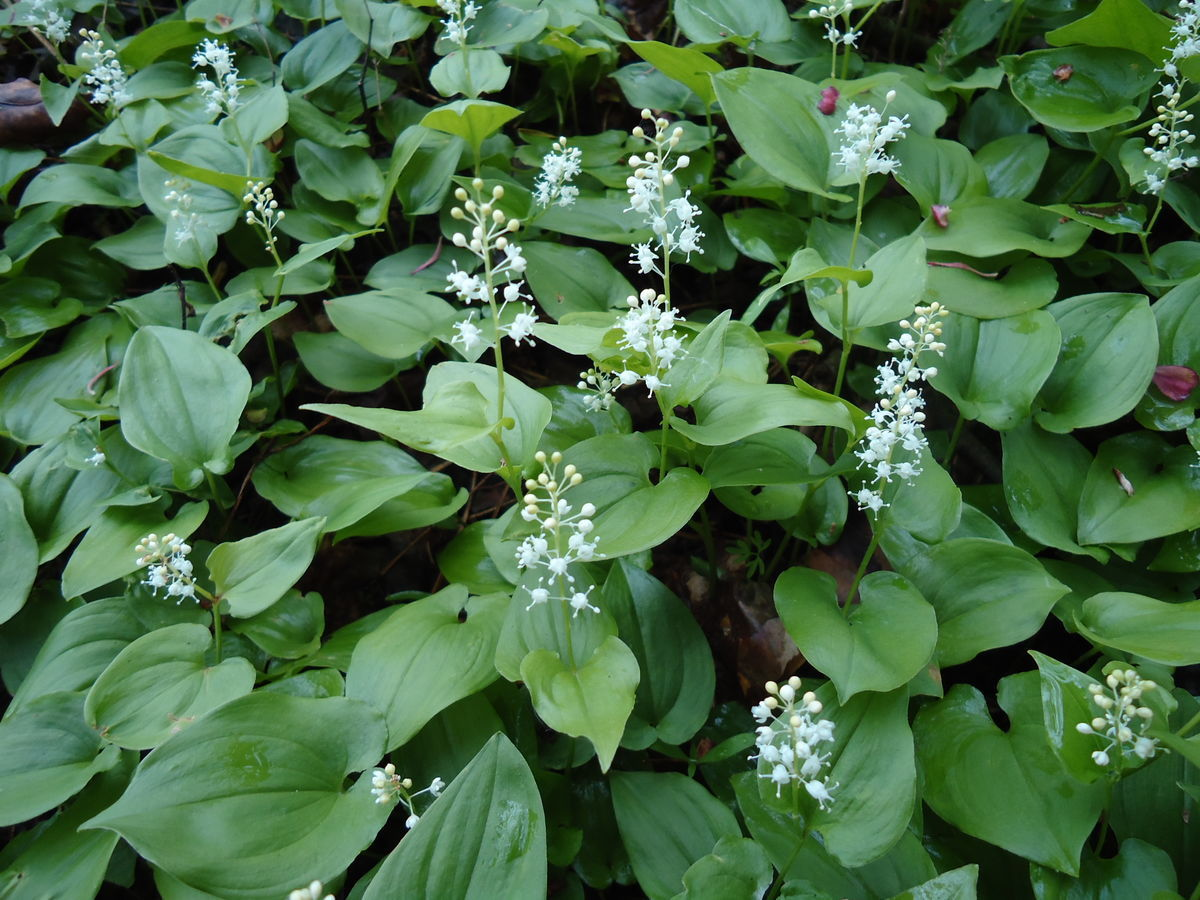
Pokrój

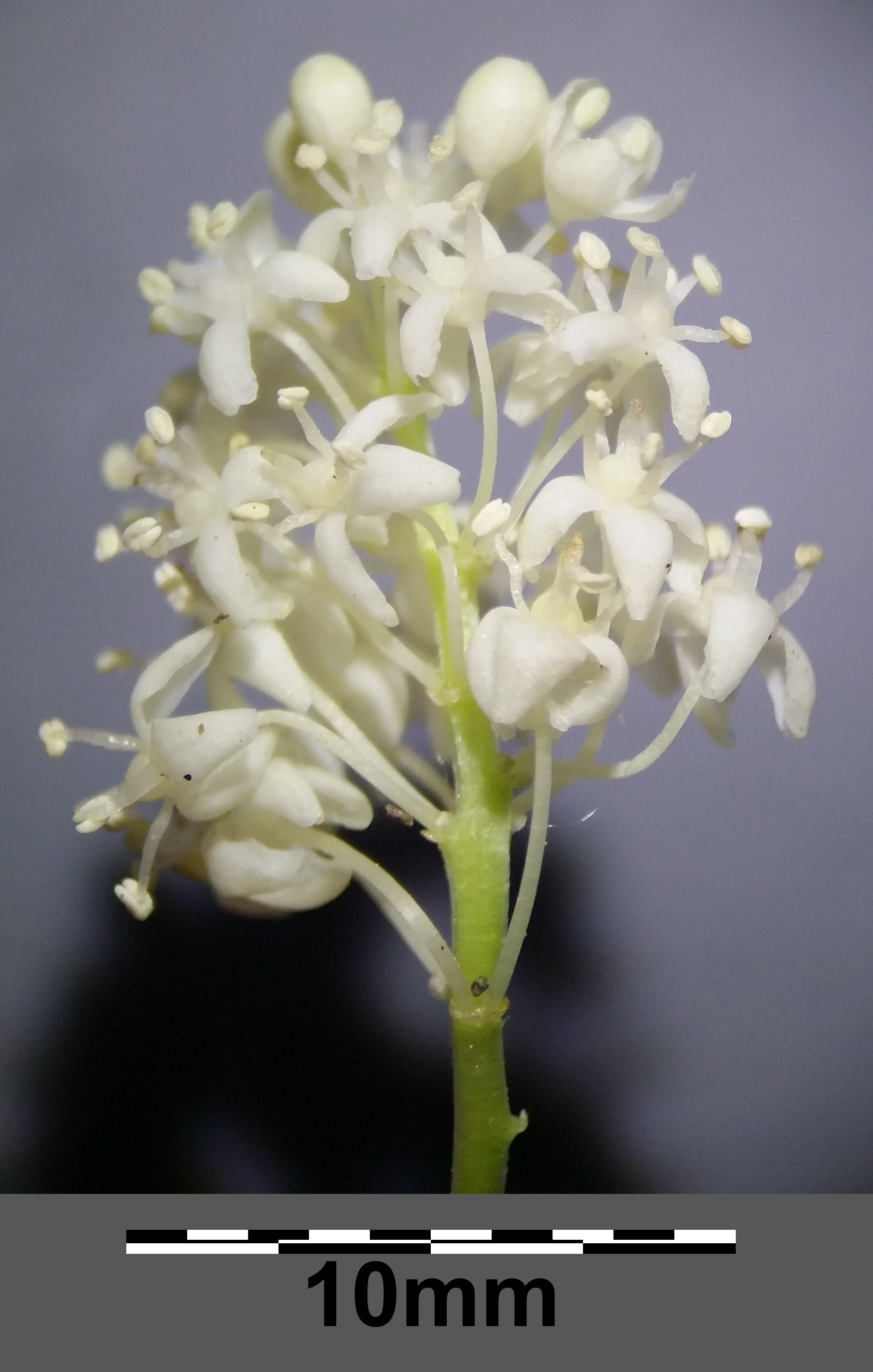
Kwiaty

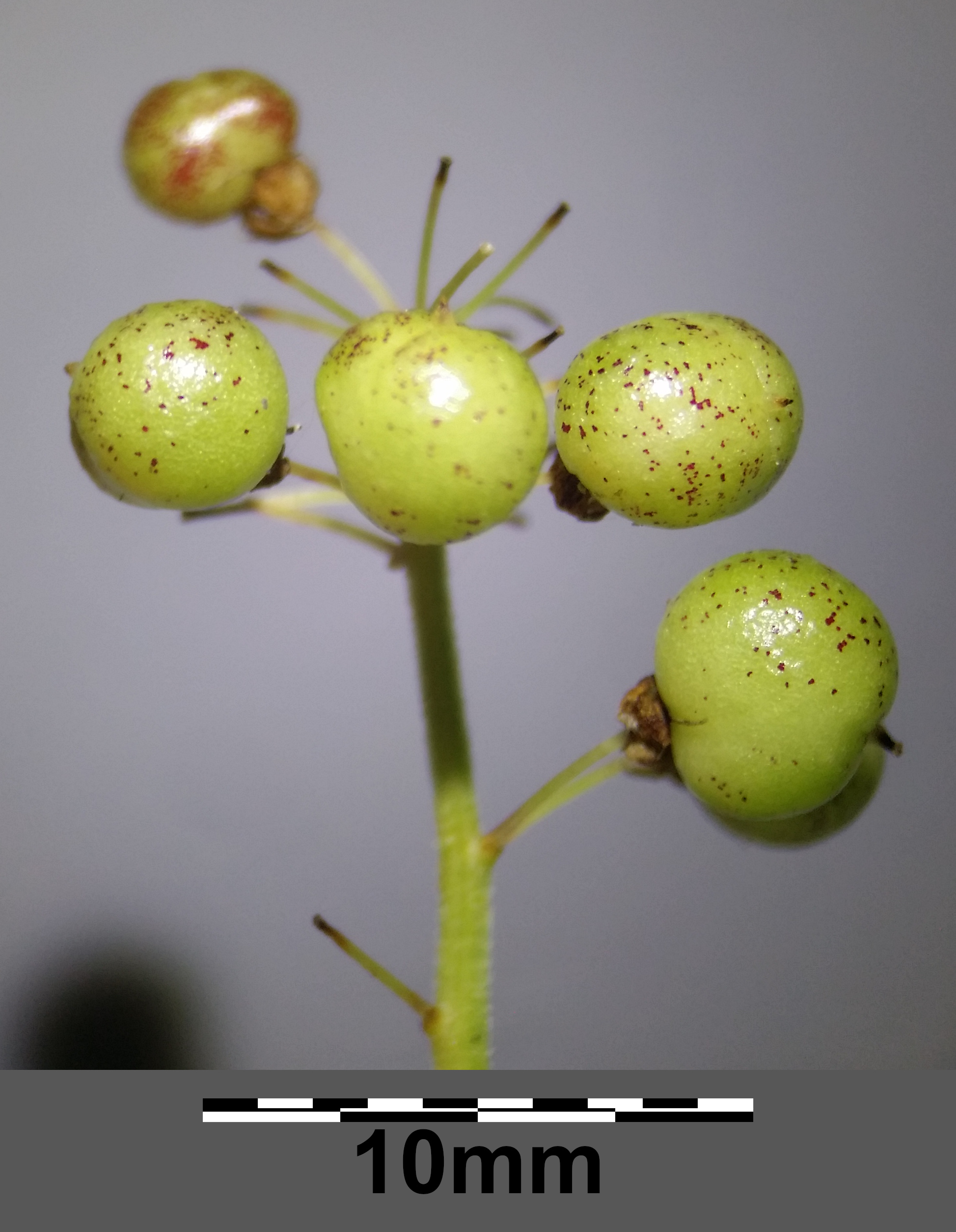
Dojrzewające owoce

KłączeCienkie, czołgające się.
ŁodygaPojedyncza, wzniesiona, nierozgałęziona, rzadko owłosiona, o wysokości zaledwie 5–20 cm.
LiściePrzeważnie, jak wskazuje nazwa gatunkowa rośliny, występują tylko dwa liście. Istnieje też rzadko spotykana odmiana trzylistna, u której z kąta każdego liścia wyrasta oddzielna łodyga kwiatostanowa. Liście sercowatojajowate, ostro zakończone, osadzone blisko siebie. Nerwy na spodniej stronie blaszki wystające, orzęsione.
KwiatyZebrane w 2–3 kwiatowe baldaszki tworzące grono na szczycie łodygi. Kwiatki bardzo drobne, na krótkich szypułkach osadzonych w kątach przysadek. Cztery działki okwiatu, długości 2–3 mm, o białym, lub żółtawym kolorze, zrośnięte w nasadzie. Pręciki cztery, o długości takiej, jak działki (lub niewiele mniejszej), słupek jeden z grubą i krótką szyjką i 2–3 komorową zalążnią. Kwiaty przedsłupne, kwitną od maja do czerwca, są owadopylne (zapylane przez muchówki).
OwocKulista jagoda, zawierająca 1–2 kuliste nasiona. Początkowo zielona, po dojrzeniu czerwona.

## Biologia i ekologia

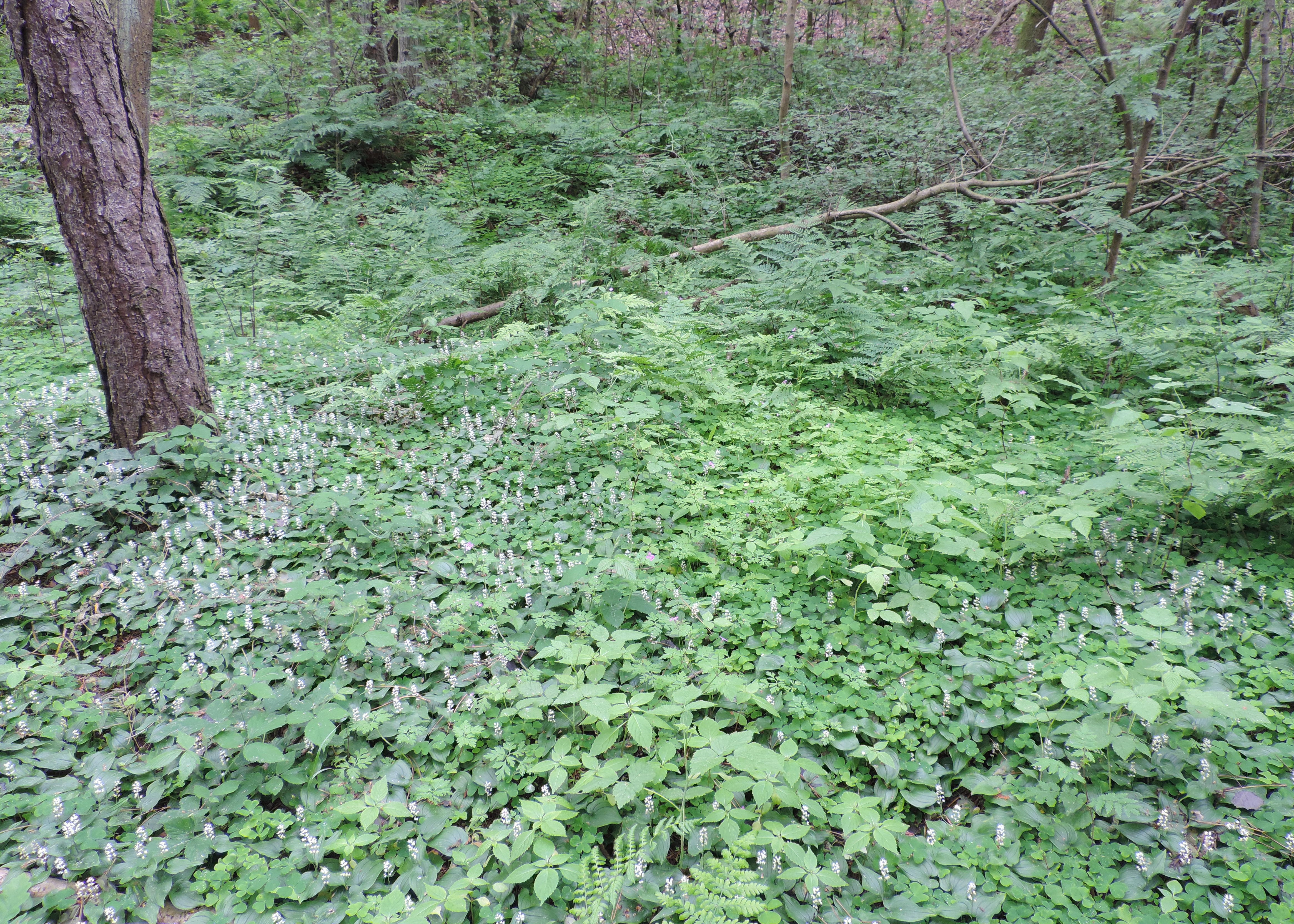
Konwalijka dwulistna w runie leśnym

Występuje w lasach liściastych, mieszanych i borach. Preferuje gleby gliniaste, ubogie w wapń i nieznacznie kwaśne. W górach w Europie Środkowej rośnie do piętra kosówki.
Bylina. Kwiaty rozwijają się od kwietnia do czerwca. Są samopylne i zapylane przez owady. W rozsiewaniu nasion istotną rolę pełnią ptaki żywiące się owocami, rozprzestrzeniające nasiona, które wydalają.
Roślina trującaCała roślina jest trująca – zawiera saponiny.